# Biagio Placidi
Biagio Placidi (Sacrofano, 1º maggio 1814 – Roma, 1908) è stato un politico e scrittore italiano.

## Biografia

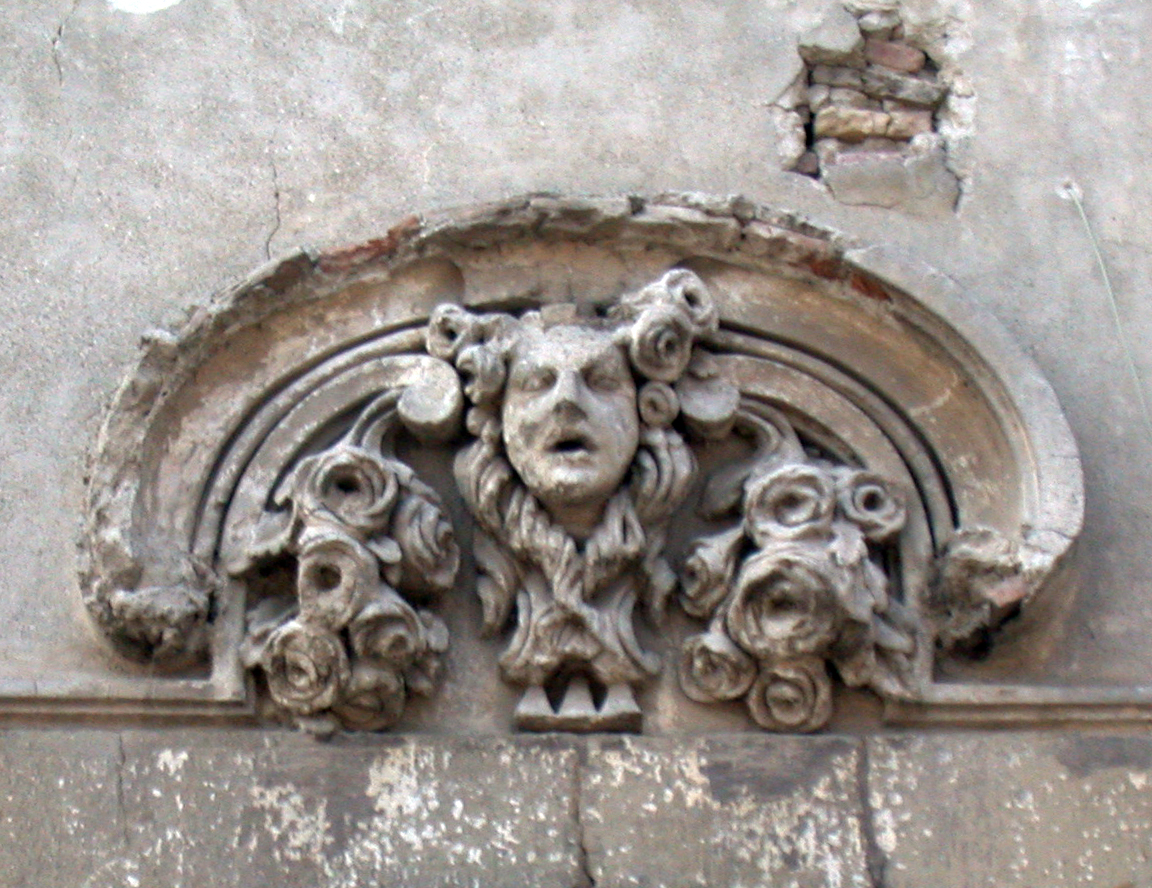
Palazzo Placidi-Serraggi a Sacrofano: decorazione di finestra

Biagio Placidi nasce il 1º maggio del 1814 a Sacrofano (30 km a nord di Roma) nel palazzo di famiglia, secondogenito del conte Odoardo Placidi e di Anna Bastianelli, e muore a Roma nel 1908, nella casa dove sempre abitò, in via della Croce, 81. Non si sposò e non ebbe figli. Era il fratello del padre di Attilio Placidi, anch'esso avvocato e papà di Giuseppe. A Biagio Placidi è intitolata la piazza dove ha sede il Comune di Sacrofano. La famiglia Placidi, che aveva possedimenti a Sacrofano sin dalla fine del Seicento, era di antica origine nobiliare senese, ma proveniva da Orvieto, dove era stato Governatore Domenico Placidi, fuoriuscito per motivi politici da Siena.

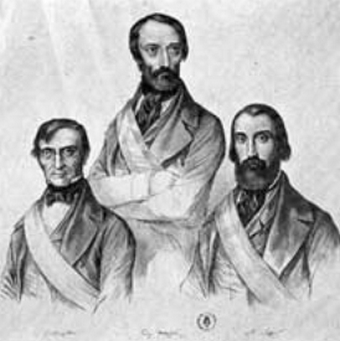
Triumvirato

Avvocato di Sacra Rota, Biagio Placidi frequentava il Caffè Faraglino, ritrovo dei liberali. Insieme al fratello Lorenzo aveva sposato le idee liberali, nel solco della tradizione dei Placidi di essere domini nel populus. Fu ammesso nel 1846 come uditore secolare al Consiglio dei ministri dello Stato Pontificio; fu presidente del Comitato per le Innovazioni nello Stato Pontificio, e fu segretario Generale del Triumvirato e del Consiglio dei ministri della Repubblica Romana del 1849. Ha servito nell'esercito della Repubblica, con il grado di colonnello, partecipando alla battaglia di Porta San Pancrazio del giugno 1849. Era collega e amico di Carlo Armellini, con il quale condivideva lo studio, ed amico di Giuseppe Mazzini. Nel salone di Casa Placidi, in Roma, fu scritta la bozza dello Statuto della Repubblica Romana.

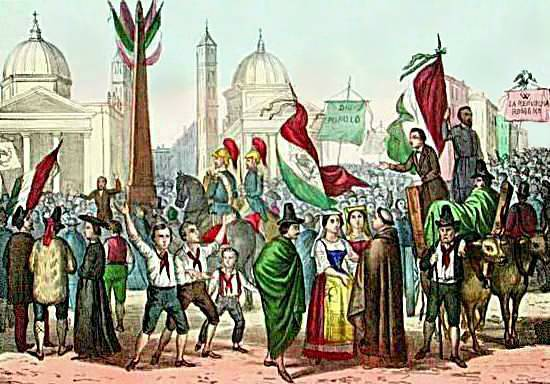
Rossetti - Proclamazione della Repubblica Romana, nel 1849, in Piazza del Popolo - 1861

### Dopo il 1849
In seguito alla restaurazione del potere pontificio, Biagio Placidi fu rinchiuso per alcuni mesi a Castel Sant'Angelo; poi fu liberato, grazie alle frequentazioni giovanili con il cardinal Mastai, diventato Papa Pio IX, ma perse la masseria del Divino Amore. Fu Ministro delle Finanze del Regno d'Italia, a Firenze, e dopo la Porta Pia, divenne il primo assessore alla Pubblica Istruzione al Comune di Roma, carica che tenne dal 1870 al 1890.

### Lapidi in memoria
A Roma lo ricordano due lapidi: una al Palazzo dei Conservatori in Campidoglio, la seconda in San Giacomo. In un acquarello di Roesler Franz, conservato al Museo di Roma, Biagio Placidi è ritratto in carrozza, accanto al Re Vittorio Emanuele II, in Piazza San Lorenzo in Lucina, mentre controllano i danni dell'alluvione, dovuta allo straripamento del Tevere, il 30 dicembre 1870. Fu candidato per la Sinistra storica alle elezioni del 1870, senza successo.

## Curiosità
Dopo la restaurazione, suo nipote Attilio, che andava al Collegio Nazzareno, dai Gesuiti, fu richiamato perché scriveva W Il Re e W VERDI, tanto che il Preside disse al padre: «A Casa Placidi sono liberali anche i pioli delle sedie». Si racconta che la sorella, durante la battaglia di Porta San Pancrazio, sia andata a Ponte Sisto, per vedere se tra i feriti in barella ci fossero Biagio o il fratello Lorenzo. Si racconta anche che Biagio raggiungeva Sacrofano con la carrozza a cavalli e ai compagni di viaggio raccontava storie spaventose di spiriti e fantasmi, anche perché era appassionato di spiritismo.
Si dice anche che avesse discrete doti di medium. Era una persona carismatica, anche per la statura imponente e la folta barba rossa: uno spirito decisamente originale.
Si racconta che una volta, da solo a cavallo, verso Sacrofano, nel bosco e a notte fonda, sentì una voce cupa che parlava sommessa e vide un'ombra. Strillò «Diavolo dell'inferno, esci fuori, fatti vedere!» e un povero pastore rispose «Sor Conte, ma che va in girò a quest'ora di notte!» Un'altra volta, a Piazza del Popolo, mentre prendeva la carrozza a cavalli, incontrò suo cugino Placidino che aveva un cavallo. Biagio gli chiese se glielo faceva montare per una prova e, una volta sopra, si rivolse al cugino dicendo: «Addio Placidino, grazie! Io vado a Sacrofano!»